# Sulitjelmaisen
Sulitjelmaisen (en same de Lule Sállajiegŋa) est un glacier situé dans le massif de Sulitjelma, principalement en Norvège, mais une partie se situe en Suède où elle est appelée Salajekna. Le glacier culmine à 1 680 m et son point le plus bas est 830 m. Ce glacier est l'un des plus grands de Norvège, et la partie suédoise seule compte comme le troisième plus grand glacier de Suède.
À son extrémité, le glacier se comporte comme un barrage naturel, bloquant les eaux de ruissellement et de fonte du glacier qui forment le Låmivatnet.